# Yves Brouzet
Pour les articles homonymes, voir Brouzet.
Yves Brouzet (né le 5 septembre 1948 à Béziers, mort le 9 mai 2003 à Grenoble) est un athlète français, spécialiste du lancer du poids et ancien recordman de France.

## Biographie
Licencié au Stade Français, il détient le record de France du lancer du poids pendant 34 ans jusqu'à ce que Yves Niaré ne le déloge des tablettes en 2007. Cet ancien record (20,20 m), établi à Colombes en 1973, et battu d'un centimètre par Niaré en 2007, constituait le plus ancien record de l'athlétisme français.
En 1970, il est quatrième des championnats d'Europe en salle de Vienne.
En 1971, il se classe huitième des championnats d'Europe d'Helsinki. 
Après la fin de sa carrière d'athlète, Yves Brouzet a été entraîneur national de poids de 1986 à 1993, puis professeur de sports de 1994 à 2001 au CREPS Rhône-Alpes. Appelé par Robert Poirier en 2001, il est devenu coordonnateur des lancers à la Direction Technique Nationale de la Fédération Française d'Athlétisme.
Yves Brouzet a été adjoint au sport de la Ville de Grenoble de 1995 à 2001. Son fils, Olivier Brouzet, a lui été international de rugby.
Son petit fils Thomas Jolmes est également international de rugby.

## Palmarès

### International
| Date | Compétition                    | Lieu     | Résultat | Épreuve         | Performance |
| ---- | ------------------------------ | -------- | -------- | --------------- | ----------- |
| 1969 | Championnat d'Europe           | Athènes  | 12e      | Lancer du poids | 18,42 m     |
| 1970 | Championnats d'Europe en salle | Vienne   | 4e       | Lancer du poids | 18,87 m     |
| 1971 | Jeux méditerranéens            | Izmir    | 3e       | Lancer du poids | 18,69 m     |
| 1971 | Championnat d'Europe           | Helsinki | 8e       | Lancer du poids | 19,20 m     |
| 1972 | Jeux Olympiques                | Munich   | 12e      | Lancer du poids | 19,61 m     |

- 44 sélections en équipe de France A entre 1969 et 1982.
- Participation aux Jeux olympiques de 1972 à Munich et de 1976 à Montréal.

### National
- Champion de France en plein air en 1972, 1973, 1975 et 1976.
- Champion de France en salle en 1972, 1973, 1974 et 1976.

## Record
Recordman de France du lancer de poids pendant 34 ans : soit 20,20 mètres, lancer réalisé le 22 juillet 1973 à son quatrième essai aux Championnats de France en plein air se déroulant à Colombes, après avoir d'ailleurs atteint 20,02 m à son deuxième essai .

## Hommages

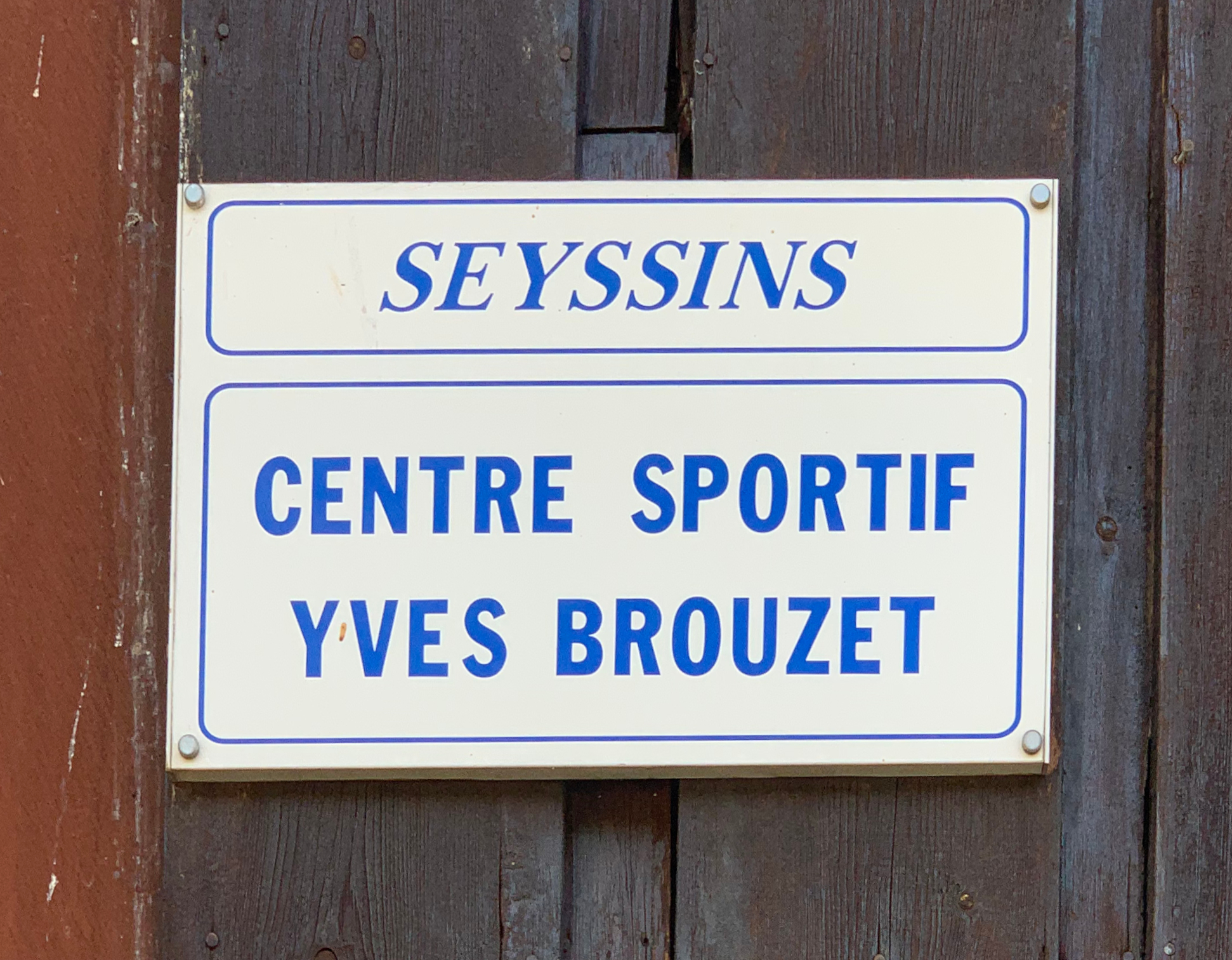
Plaque du centre sportif Yves-Brouzet à Seyssins.

- Un centre sportif porte son nom à Seyssins.